# Québec Science
 (décembre 2017).
Si vous disposez d'ouvrages ou d'articles de référence ou si vous connaissez des sites web de qualité traitant du thème abordé ici, merci de compléter l'article en donnant les références utiles à sa vérifiabilité et en les liant à la section « Notes et références ».
Québec Science est un magazine québécois d'actualité scientifique et de vulgarisation destiné au grand public et fondé en 1962. Huit numéros papier et numériques sont publiés chaque année ; il est aussi présent sur le web et les réseaux sociaux.

## Histoire
En 1950, Léo Brassard fonde Le Viateur Naturaliste, revue de sciences naturelles destinée aux enfants. Elle est remplacée en 1951 par Le Jeune naturaliste qui paraît mensuellement de janvier 1951 à juin 1962. En novembre 1962, l'Association canadienne française pour l'avancement des sciences (aujourd'hui, l'Acfas) rachète Le Jeune naturaliste et en fait une revue de vulgarisation scientifique, Le Jeune scientifique, éditée par les Presses de l'Université du Québec, qui paraît jusqu'en 1969 avant de changer de nom à partir du numéro de janvier 1970 pour devenir Québec Science.
En 1992, les Presses de l'Université du Québec vendent le magazine au Cégep de Jonquière. La même année, la production du magazine déménage à Montréal. Il était auparavant produit à Québec.
En 1995, Québec Science est le premier média québécois à lancer un site Internet, cybersciences.com. En 2001, un dérivé jeunesse du site est lancé : Cybersciences junior.
Le Cégep de Jonquière, propriétaire du magazine depuis février 1992, le vend en avril 2008 à Vélo Québec. La vente a notamment été motivée par des déficits répétés. L'organisme détient le magazine via sa division Vélo Québec Éditions.

## Lectorat
Québec Science est un magazine destiné au grand public, qui met l’actualité scientifique et technologique à portée de tous. En 2022, le tirage était de 25 000 copies papier.

## Prix et distinctions
L'Association québécoise des éditeurs de magazines ainsi que la Fondation nationale des prix du magazine canadien ont remis plusieurs honneurs à Québec Science. En 2005 et 2010, le magazine a obtenu le Prix du magazine de l'année, attribué par l'Association des Éditeurs de magazines du Québec. En 2014, il a reçu la médaille d'or pour le meilleur dossier thématique pour son numéro sur le Sexe, moteur de l'évolution [archive] (été 2013). Le numéro soulignant le 400e anniversaire de Québec (été 2008) a été un des plus grands succès de ventes en kiosque de l'histoire du magazine tandis que le numéro spécial « Enfants, ce que la science révèle » a reçu le prix du meilleur dossier thématique par l'Association québécoise des éditeurs de magazines en 2010 et la médaille d'argent dans la catégorie « Dossiers thématiques », remis par la Fondation des prix du magazine canadien (en).
En 2017, le magazine a remporté le prix du meilleur magazine dans la catégorie « Sciences, affaires et politique » aux Canadian Magazine Awards/Grands prix du magazine. Il a reçu une nouvelle fois cette distinction en 2025 dans la catégorie «Actualité, affaires, intérêt général. »
Les journalistes de Québec Science ont eux aussi été récompensés par de nombreux prix au fil des ans. Pascale Millot a reçu en 2011 le prix du meilleur reportage remis par l'Association québécoise des éditeurs de magazines et la médaille d'or dans la catégorie Santé-médecine remise par la Fondation nationale des prix du magazine canadien pour son reportage « Quand je serai plus là, qui va s'occuper de mes poissons ? » (octobre 2011). La journaliste Marie-Pier Elie a reçu le prix Jean-Paré du journaliste de l'année en 2006. Elle a été finaliste en 2014 dans la catégorie Grand reportage aux Prix Judith-Jasmin, pour son texte Immunothérapie : le nouvel espoir, qui a reçu le prix du meilleur reportage de l’Association des journalistes indépendants du Québec et la médaille d’or en santé et médecine aux Prix du magazine canadien. La journaliste Noémi Mercier a reçu le prix mondial Reuters-UICN 2008 d’excellence en journalisme environnemental pour son article Nos ordinateurs empoisonnent la planète et le prix Jean-Paré en 2010. Marie-Pier Elie, Marine Corniou et Mathieu Gobeil ont également reçu le prix du journalisme scientifique de la fondation française Marguerite et Alexandre Varenne.
Marine Corniou a été finaliste en 2017 pour le prix Judith-Jasmin dans la catégorie journalisme spécialisé. Ses reportages ont reçu plusieurs distinctions, dont la médaille d’excellence en journalisme dans le domaine de la recherche médicale, décernée par les Canadiens pour la recherche médicale et Sanofi-Pasteur, en 2013 pour l’article Du sang pour tous, tout le temps et en 2016 pour L’or vert des pharmas. Marine Corniou a été récompensée pour son article d'octobre 2019, "Prêts pour la prochaine pandémie ?", par le prix Judith-Jasmin 2019 dans la catégorie Sciences et environnement.
En 2017, Mélissa Guillemette était en lice pour le Prix Roberval 2017 dans la catégorie journalisme pour son reportage Le pouvoir du mental.[réf. nécessaire]
Depuis 2024, Marine Corniou assure la rédaction en chef du magazine.[réf. nécessaire]